# George Moses Horton
George Moses Horton (1779-1883) est le premier écrivain afro-américain à être publié dans le sud des États-Unis, en 1829 (The Hope of Liberty) alors qu’il est esclave.

## Biographie
Horton, George Moses (vers 1797-1883), est né dans une plantation de tabac dans le comté de Northampton, dans la condition d'esclave de William Horton, qui possédait également sa mère, ses cinq demi-sœurs aînées, son frère cadet et ses trois sœurs. Enfant, il a déménagé avec son maître dans le comté de Chatham, il a appris à lire de façon autodidacte  et a commencé à composer des poèmes.